# Mambo Italiano
Mambo Italiano ist eine kanadische Filmkomödie aus dem Jahr 2003. Regie führte Émile Gaudreault, der auch das Drehbuch gemeinsam mit Steve Galluccio anhand dessen Theaterstücks schrieb.

## Handlung
Der 27-jährige Angelo Barberini ist in einer Familie italienischer Einwanderer in Kanada aufgewachsen. Er verlässt das Familienhaus ohne zu heiraten, was seine Eltern Maria und Gino sowie seine Schwester Anna verstört. Etwas später offenbart er der Familie, er sei homosexuell und unterhalte eine Beziehung mit dem Polizisten Nino Paventi. Dieser verheimlicht die Beziehung vor seinen Verwandten.

## Kritiken
Das Lexikon des internationalen Films schrieb, der Film sei eine „turbulente Immigranten-Komödie, die souverän die Pole von Travestie und Melodram“ behandle und „ebenso stilsicher wie charmant die überzogene Theatralik alltäglichen Lebens“ persifliere.
Die Zeitschrift TimeOut London schrieb, der Film ersetze die öfters gesehenen italienisch-amerikanischen Stereotype durch italienisch-kanadische. Er finde keinen Mittelweg zwischen den gestikulierenden italienischen Karikaturen und einem Plädoyer für sexuelle Toleranz.

## Auszeichnungen
Die Regie, das Drehbuch sowie die Darstellungen von Claudia Ferri, Luke Kirby, Ginette Reno und Mary Walsh wurden im Jahr 2004 für den Canadian Comedy Award nominiert. Der Film wurde 2004 für den GLAAD Media Award und für den Directors Guild of Canada Award nominiert. Die Filmmusik wurde 2004 für den Genie Award nominiert. FM Le Sieur und Claudia Ferri wurden 2004 für den Prix Jutra nominiert.

## Hintergründe
Der Film wurde in Montreal gedreht. Seine Produktionskosten betrugen schätzungsweise 5 Millionen Kanadische Dollar. Die Weltpremiere fand am 15. Mai 2003 auf den Internationalen Filmfestspielen von Cannes statt, den zahlreiche weitere Filmfestivals wie das Toronto International Film Festival folgten. Der Film spielte in den Kinos der USA ca. 6,2 Millionen US-Dollar ein.